# Ottokar II d'Estíria
Ottokar II d'Estíria (mort el 28 de novembre de 1122) fou marcgravi d'Estíria, fill d'Ottokar I i successor del seu germà (i rival) Adalberó d'Estíria.
Va heretar les restes dels dominis dels Eppensteiner el riu Mur i la vall del Mürz. Va fundar l'abadia benedictina de Garsten (Alta Àustria) el 1108.

## Família i fills
Ottokar II es va casar el 1090 amb Elisabet, filla de Leopold II d'Àustria i d'Ida de Formbach-Ratelnberg, i va tenir tres fills:
1. Leopold el Fort.
2. Cunegunda (+ 28 de juliol de 1161), casada amb Bernat, comte de Sponheim-Marburg.
3. Willibirga (+ 18 de gener de 1145), casada amb Egbert II, comte de Formbach-Pitten.